# Бондар Микола Миколайович
Бондар Микола Миколайович (нар. 21 вересня 1921 — 30 грудня 2000) — український історик, доктор історичних наук, професор.

## Біографія
Народився 21 вересня 1921 р. в м. Києві у робітничій сім'ї.
Закінчив історичний факультет Київського університету у 1946 р.
У 1956 р. захистив кандидатську дисертацію на тему: «Торгівля Ольвії у догетську епоху».
У 1981 р. захистив докторську дисертацію на тему: «Культура шнурової кераміки та її роль у стародавній історії Європи».
Помер 30 грудня 2000 р. у місті Києві.

## Наукові інтереси
Коло наукових інтересів було пов'язане з дослідженнями поселень середньодніпровської культури на околицях Канева та широким вивченням проблеми культур шнурової кераміки. Керував Канівськими археологічними експедиціями в 1957—1972 рр., а з 1974—1991 рр. очолював науково-дослідну тему НДЧ Київського університету імені Тараса Шевченка, виконавцями якої проводились археологічні дослідження в зонах новобудов Дніпропетровської, Донецької, Харківської та Луганської областей.

## Наукова діяльність
Автор близько 70 наукових праць, серед них 7 монографій, навчальних та методичних посібників. Серед них:
- Пам'ятки стародавнього минулого Канівського Придніпров'я. К., 1959. — 79 с.;
- Минуле Канева та його околиці. — К., 1971. — 102 с.;
- (рос.)Поселения Среднего Поднепровья эпохи ранней бронзы. — К., 1974. — 175 с.;
- (рос.)Методические указания по курсу основы археологи для студентов 1 курса исторического факультета. — К., 1984. — 88 с.;
- (рос.)Культуры шнуровой керамики в советской историографии // Проблмы археологии Поднепровья. — Днепропетровск, 1985. — С.61-72;
- Поховальні пам'ятки середньодніпровської культури Середнього Подніпров'я // Поховальний обряд давнього населення України. — К., 1991. — С. 40-56

та ін.